# Hôtel d'Angoulême Lamoignon
L'hôtel d'Angoulême Lamoignon ou hôtel de Lamoignon est un hôtel particulier parisien situé 24 rue Pavée, dans le 4e arrondissement. Il abrite la Bibliothèque historique de la ville de Paris.

## Localisation
L'hôtel d'Angoulême Lamoignon est situé dans le 4e arrondissement de Paris, dans le quartier du Marais, où il fait l'angle entre la rue Pavée et la rue des Francs-Bourgeois.
Ce site est desservi par la station de métro Saint-Paul.

## Histoire

### Hôtel de Pisseleu
En 2012, Guy-Michel Leproux a publié six marchés (couvreur, charpentier, menuisier) passés entre décembre 1559 et octobre 1560 pour la construction de l'hôtel de Pisseleu, qui a pris ensuite les noms d'hôtel d'Angoulême et l'hôtel de Lamoignon. Cette affirmation a été critiquée par Jean Guillaume qui attribuait ces marchés à la construction d'un bâtiment sur l'ancienne porcherie Saint-Antoine, mais d'autres documents ont validé les informations de Guy-Michel Leproux tirés des différents contrats qu'il a trouvés et Jean Guillaume a reconnu que son hypothèse n'était pas recevable.
François de Pisseleu, abbé de Saint-Corneille de Compiègne, a confié en 1559 la construction de son hôtel à Philibert de l'Orme suivant un plan assez proche de l'hôtel urbain de celui qu'il a présenté dans Le premier tome de l'architecture. Philibert de l'Orme n'a pu construire que le soubassement, l'escalier central et la moitié sud avec son pavillon sur jardin et sa toiture à petits bois ou charpente à la Delorme. Les problèmes rencontrés pour la construction de la charpente à petits bois, de conception nouvelle, a retardé la réalisation du projet.

### Hôtel de Jean Bodin de Montguichet
Cinq après la mort de François de Pisseleu, son hôtel a été acquis par Jean Bodin, sieur de Montguichet, conseiller aux eaux et forêts à la Table de marbre de Paris, qui a été engagé par François d'Alençon pour réformer l'administration des forêts en Normandie.
Guy-Michel Leproux a publié un contrat, daté de décembre 1576, entre Jean Bodin de Montguichet, nouveau propriétaire de l'hôtel, et les charpentiers Pierre et Vincent Gerba, prévoyant de remplacer la toiture à petits bois construite par Philibert de l'Orme par une charpente traditionnelle et de couvrir un nouveau pavillon construit sur cour, qui modifiait la façade sur cour. L'architecte qui a conçu la façade modifiée n'est pas connu.
Alexandre Gady a avancé le nom de Baptiste Androuet du Cerceau, favori de Henri III et architecte du palais du Louvre depuis 1578. 
Daniel Thomson a proposé Louis Métezeau mais né vers 1570, il était trop jeune. 
D'un document publié au XIXe siècle, ce pourrait être Thibaut Métezeau, car la duchesse d'Angoulême est intervenue pour obtenir l'état de maître juré de Paris en faveur de son fils, Louis Métezeau, en novembre 1586.

### Hôtel de Diane de France, duchesse d'Angoulême
L'hôtel de Jean Bodin est acquis en 1584 par Diane de France, fille légitimée du roi Henri II de France et d'une jeune piémontaise, Filippa Duci. Cependant, le bâtiment étant grevé de rentes et de procédures de rachat au profit de Charles de Barbanson, héritier de François de Pisseleu, et de la duchesse d'Étampes. Ces contraintes juridiques ont empêché la duchesse d'Angoulême d'achever les travaux, la forçant à louer, puis acheter, un pavillon situé de l'autre côté de la rue Pavée. Cette insécurité juridique a duré jusqu'au début du XVIIe siècle.
Ce n'est qu'en 1611 que Diane de France a pu commander les travaux de finition de son hôtel en élevant l'aile sud côté jardin à sa hauteur définitive, la moitié nord  du corps principal avec un deuxième pavillon sur cour en symétrie des ouvrages construits précédemment. Le contrat précise que les travaux doivent être terminés en 1612.
Le neveu d'Henri III, Charles d'Angoulême, fils de Charles IX et de Marie Touchet, hérite cet hôtel particulier en 1619, à la mort de la duchesse d'Angoulême, et y vit jusqu'en 1650.

### Hôtel de Lamoignon

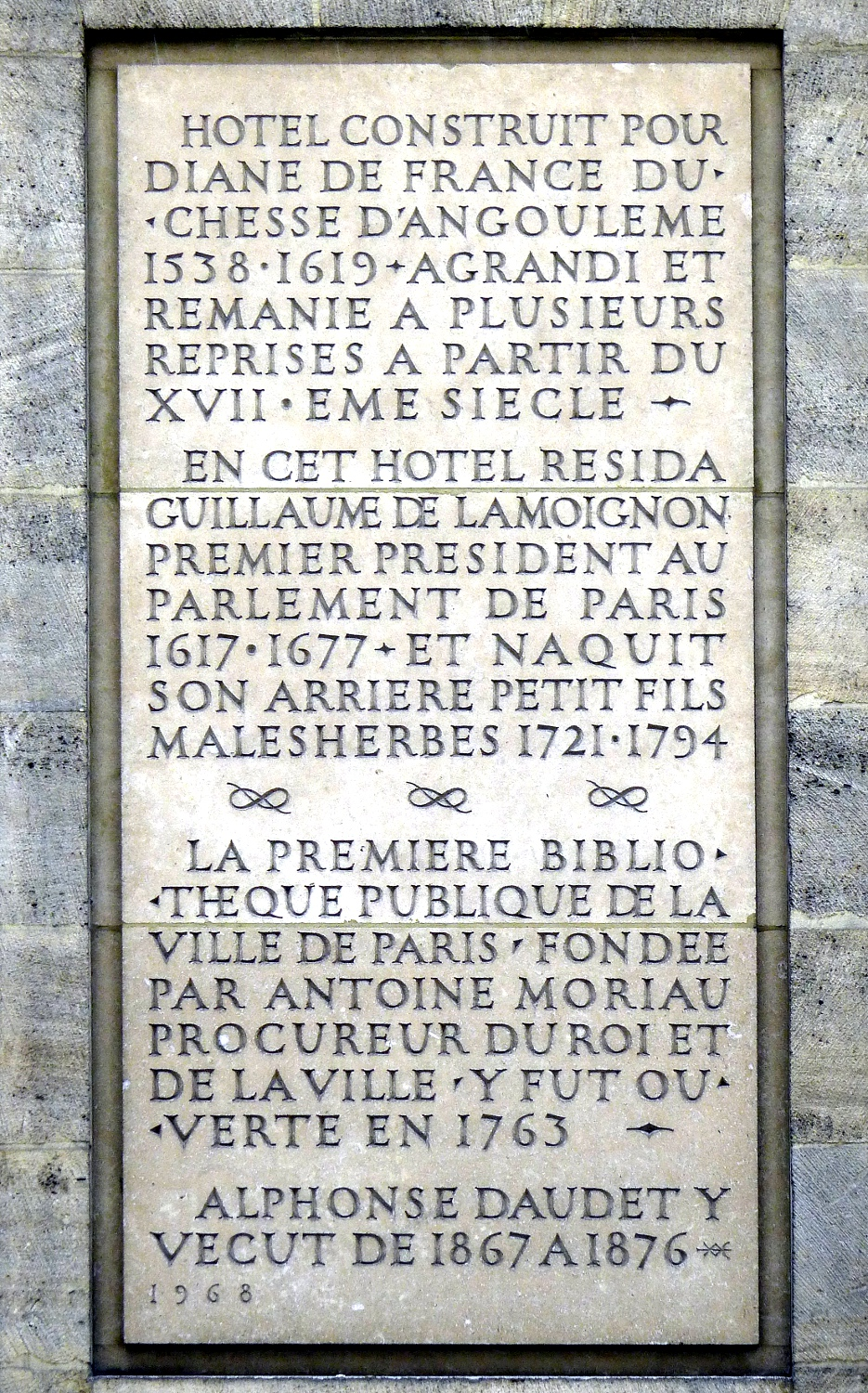
Plaque commemorative, facade sur rue, mentionnant Diane de France, la famille Lamoignon dont Malesherbes, la première bibliothèque publique de Paris, et Alphonse Daudet.

L'hôtel est alors partagé entre plusieurs locataires dont Guillaume Ier de Lamoignon, premier président du Parlement de Paris, qui le fit aménager par l'architecte Robert de Cotte, le loua en partie et en fit un rendez-vous des beaux esprits de son époque : Madame de Sévigné, Boileau, Jean Racine, Bourdaloue, Regnard, Guy Patin, etc. L'hôtel fut habité par les Lamoignon jusqu'en 1750, date à laquelle Guillaume de Lamoignon de Blancmesnil le quitta pour la Chancellerie de France. 

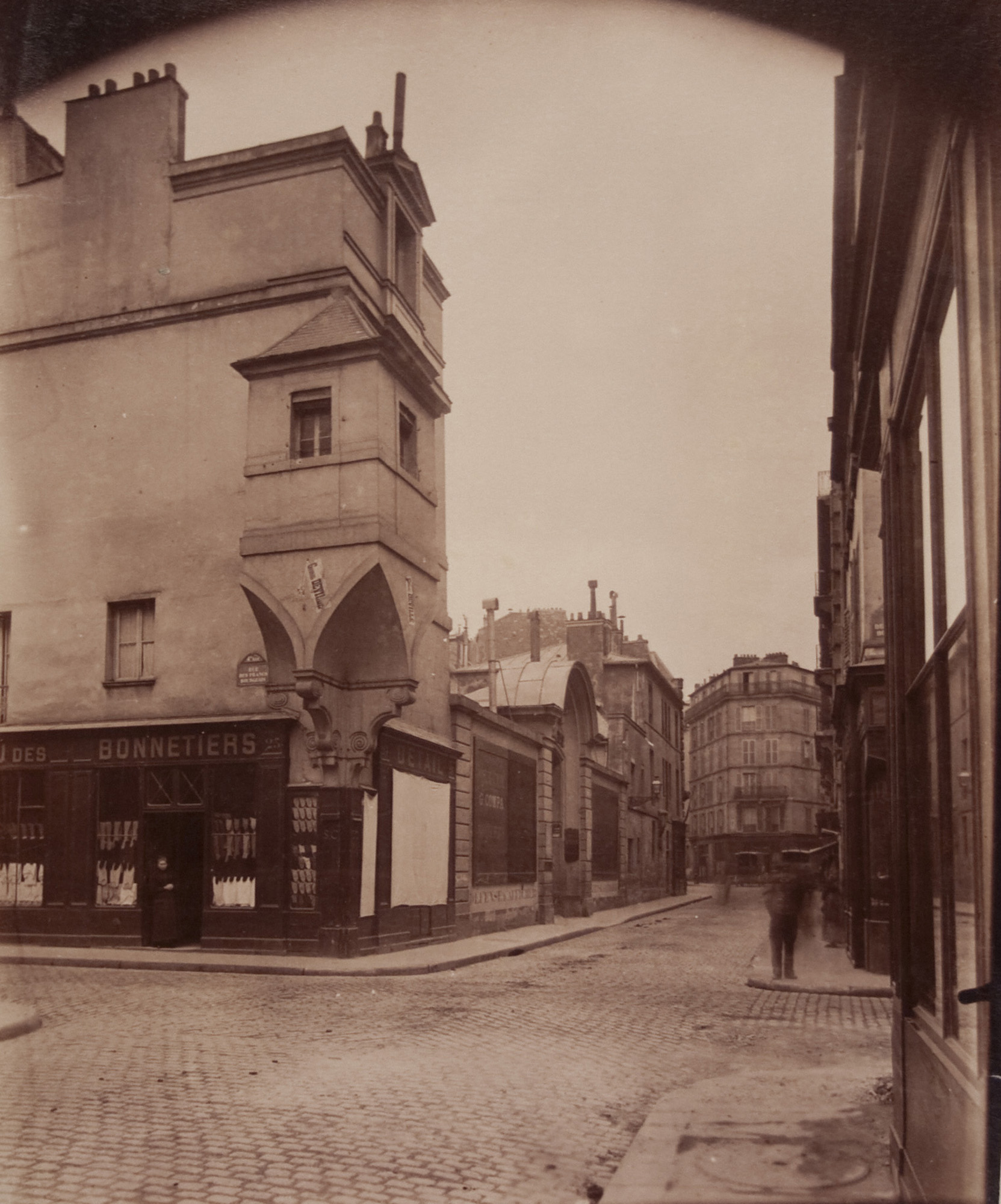
Échauguette de l'hôtel d'Angoulême Lamoignon en 1899, à l'angle des rues Pavée et des Francs-Bourgeois - Eugène Atget.

Antoine Moriau, procureur du Roi et de la Ville de Paris, animé d'une passion pour les documents historiques, loua l'hôtel pour en faire sa bibliothèque. À sa mort, en 1759, il légua 14 000 volumes à la ville (estampes et pièces historiques sur Paris) et laquelle ouvrit les collections au public en 1763, en un geste historique : c'est la première bibliothèque ouverte par la Ville.
L'hôtel fut acheté en 1774 par l'architecte Jean-Baptiste Louis Élisabeth Le Boursier, qui en fit sa résidence.
Résidence d'Alphonse Daudet pendant neuf ans, de 1867 à 1876, il fut le centre de mondanités littéraires ; « Périodiquement, Tourgueniev, Flaubert et Edmond de Goncourt venaient dîner chez mes parents, rue Pavée, au Marais », raconte Léon Daudet, son fils.  
Au XIXe siècle, un fabricant d'alambics et d'instruments de distillation alcoolique y tint son siège.

### Bibliothèque historique de la Ville de Paris
L'hôtel d'Angoulême fut racheté par la Mairie de Paris en 1928, puis restauré de 1955 à 1968 par les trois architectes des Monuments historiques, Jean Creuzot, Jean-Pierre Paquet et André Vois, afin d'abriter la Bibliothèque historique de la ville de Paris, également consacrée à l'histoire de Paris. Jusqu'à présent logée à côté à l'hôtel Le Peletier de Saint-Fargeau, elle s'installe ici en 1969. Le programme dote l'hôtel d'une large extension au Sud en U côté cour, et d'une aile en retour côté jardin, et deux étages en sous-sol se substituent aux fondations des bâtiments secondaires du XVIIIe siècle, visibles sur les plans de l'agence Robert de Cotte en 1708 .

## Description

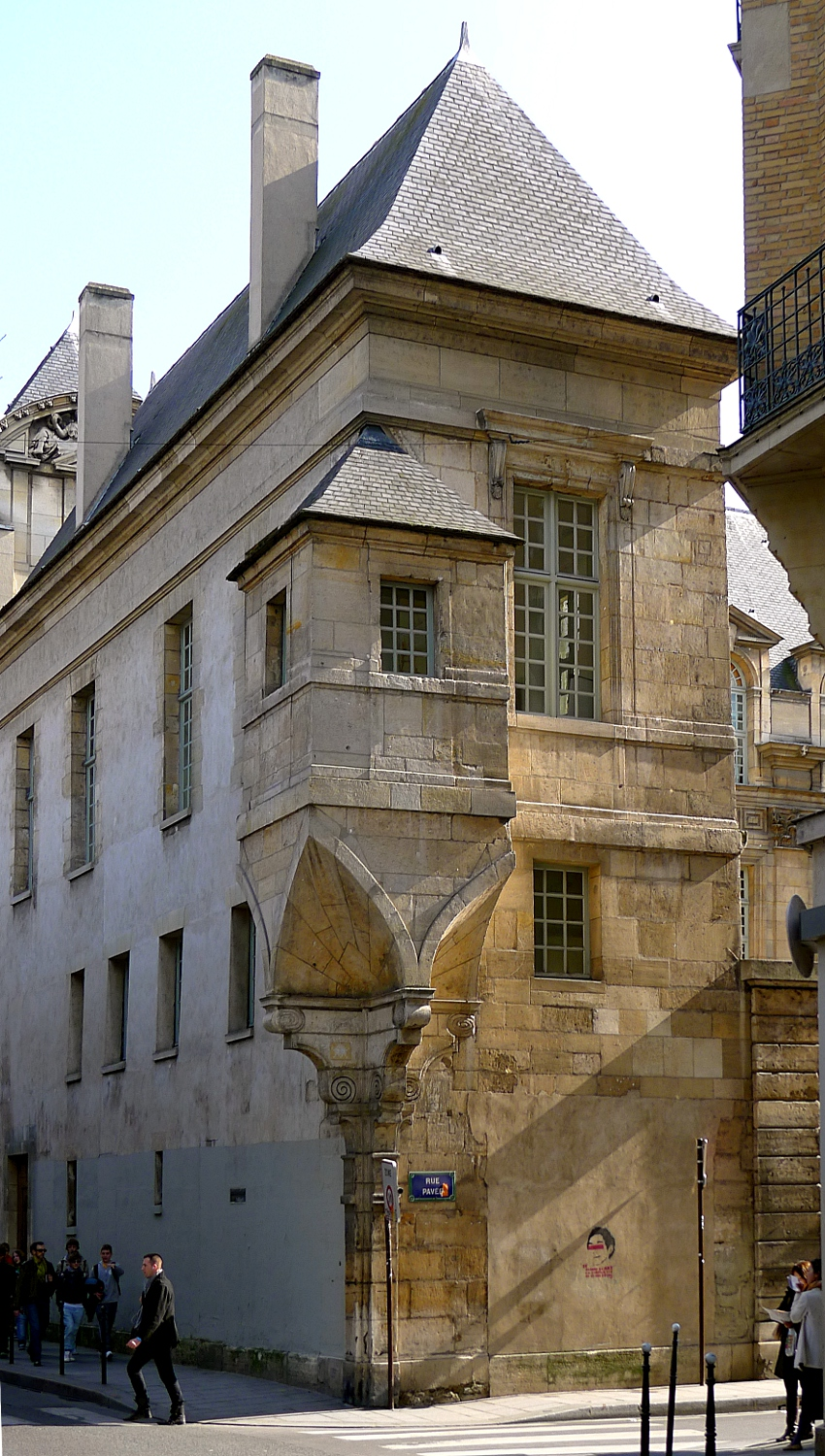
Échauguette de l'hôtel d’Angoulême Lamoignon à l'angle de la rue des Francs-Bourgeois et de la rue Pavée.

Diane de France, dont le prénom, en référence à la déesse romaine de la chasse, inspira le décor des frontons et des plafonds peints (croissants de lune, têtes de chiens et de cerfs, trophées d'armes), l'habita jusqu'à sa mort en 1619. Elle le légua à son neveu Charles d'Angoulême, fils bâtard de Charles IX et de Marie Touchet, grand capitaine et savant bibliophile, qui y demeura jusqu'à sa mort en 1650 et fit construire, le long de la rue des Francs-Bourgeois, l'aile nord ornée d'une échauguette.
À l'ouest, le large portail datant de 1718, au tympan duquel deux enfants nus, tenant l'un un miroir, l'autre un serpent, symbolisent la Vérité et la Prudence, deux qualités qu'affectionnaient les Lamoignon qui les firent ajouter, tout comme le chiffre aux « L » entrelacés au revers du fronton.
L'échauguette du début du XVIIe siècle repose sur trois trompes, elles-mêmes soutenues par deux encorbellements formant angle droit. Elle surplombe le croisement des rues Pavée et Francs-Bourgeois. L'inscription « S. C. » que l'on peut encore y lire, fait référence à « Sainte-Catherine », nom du couvent qui détenait la parcelle avant la construction de l'hôtel.
Au fond de la cour se dresse le corps de logis principal, d'époque Henri III. La façade donnant sur la cour, les toitures du bâtiment principal, deux pavillons d'escalier situés à droite et à gauche du bâtiment principal, le bâtiment bordant la cour d'entrée du côté de la rue des Franc-Bourgeois, la porte cochère donnant sur la rue Pavée, et le salon du premier étage orné de lambris et de pilastres d'ordre corinthien, ont été classés au titre des monuments historiques par un arrêté du 18 février 1937 ; deux mois plus tard, un second arrêté, en date du 28 avril 1937, est venu inscrire le reste de l'édifice.

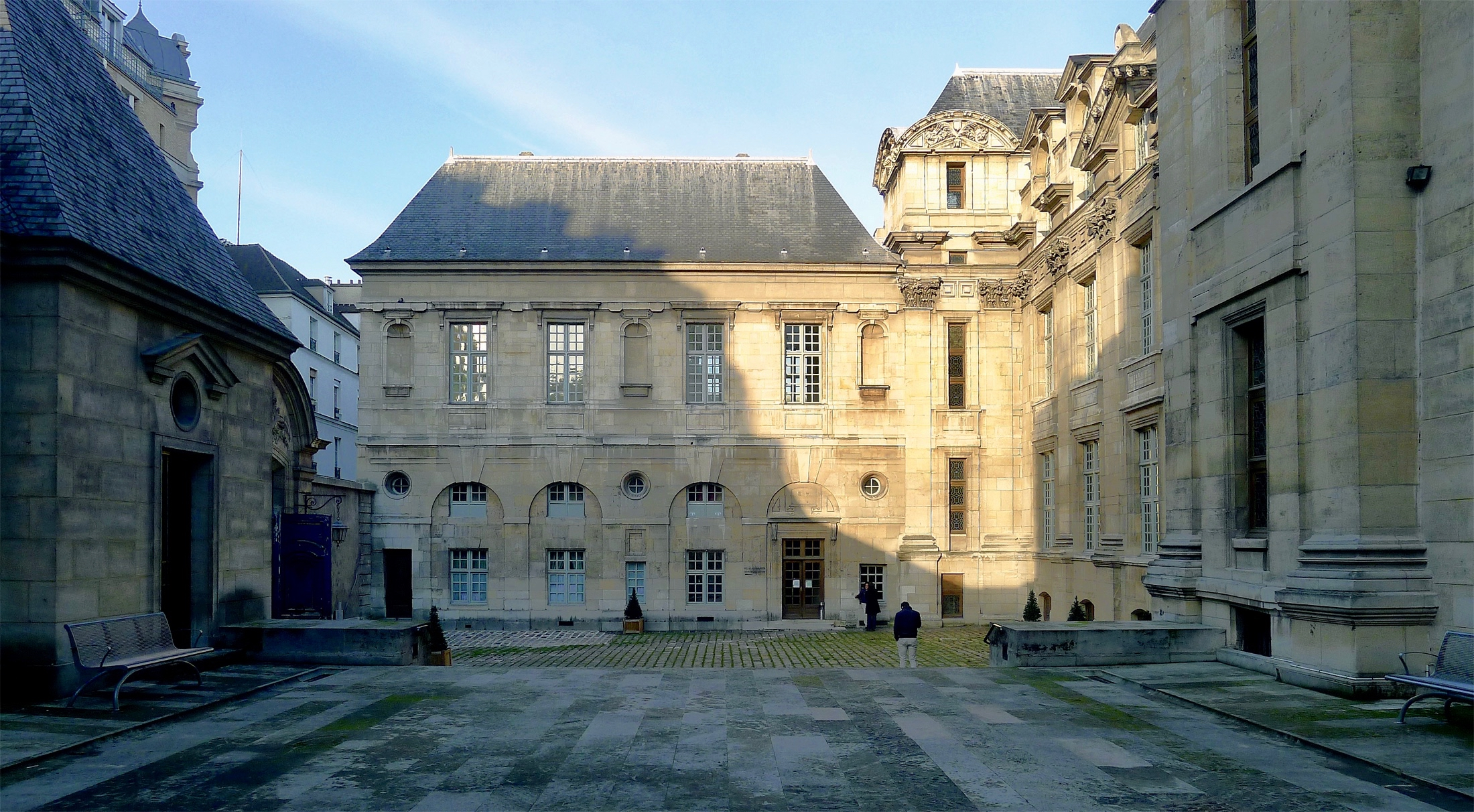
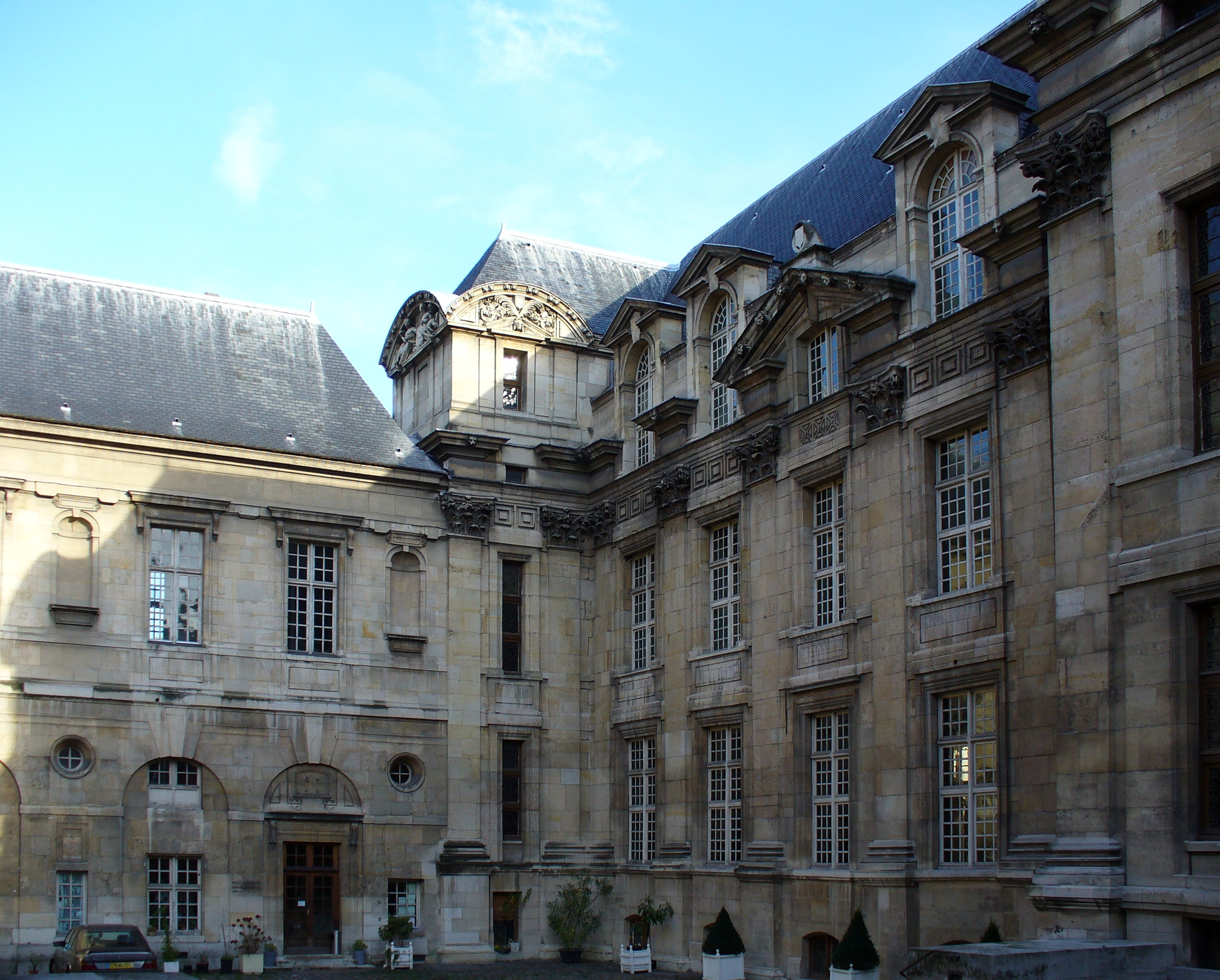
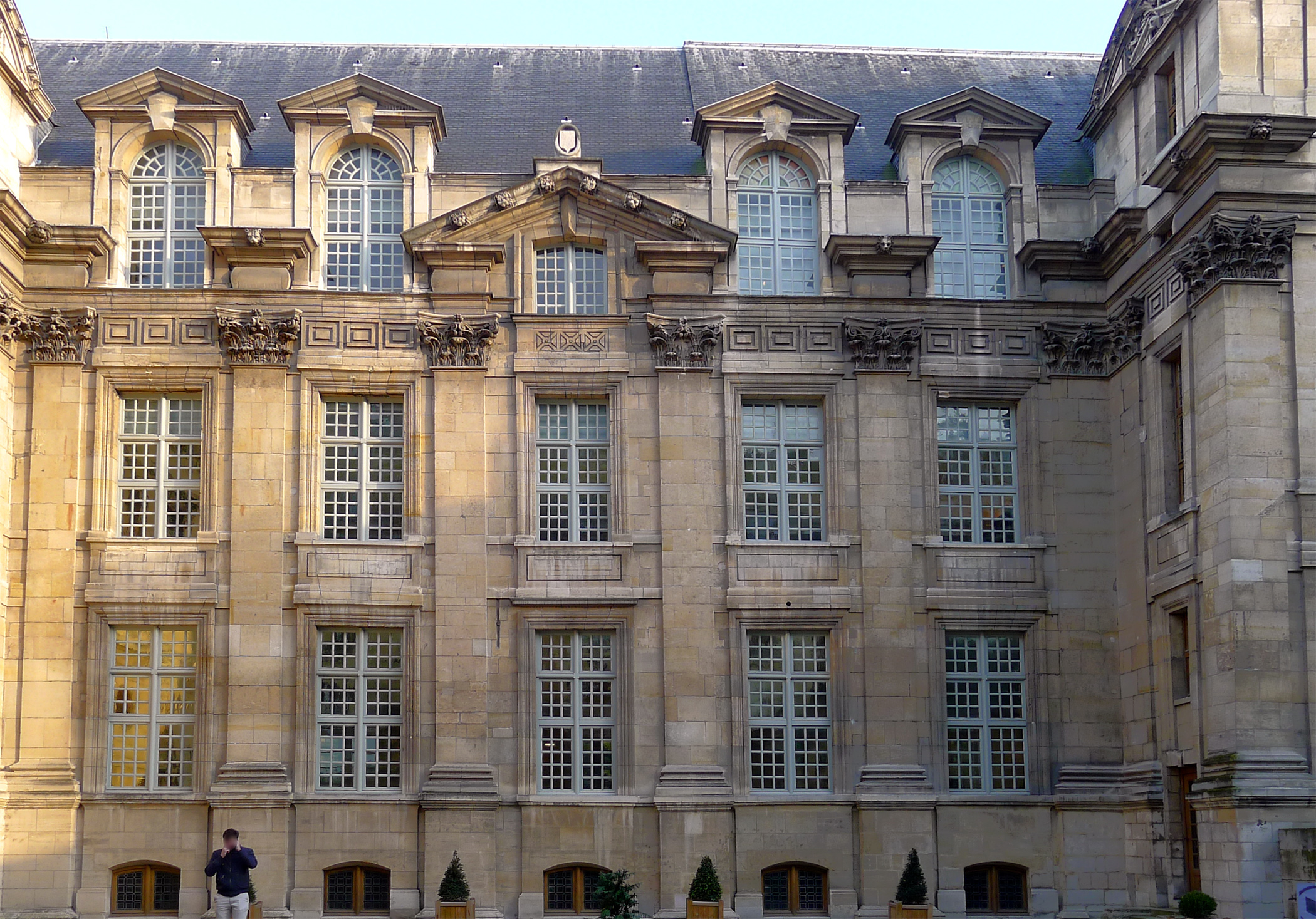
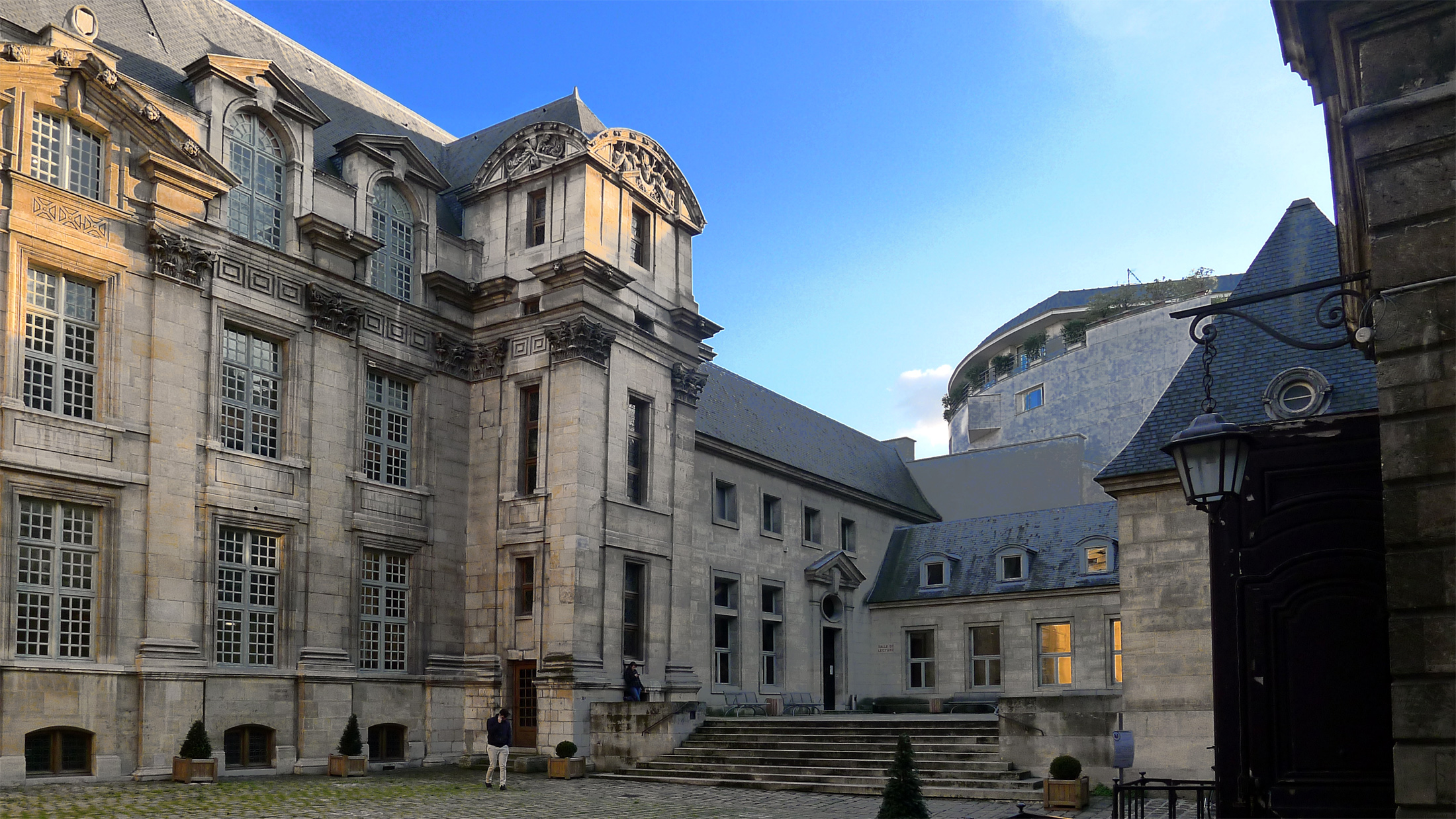

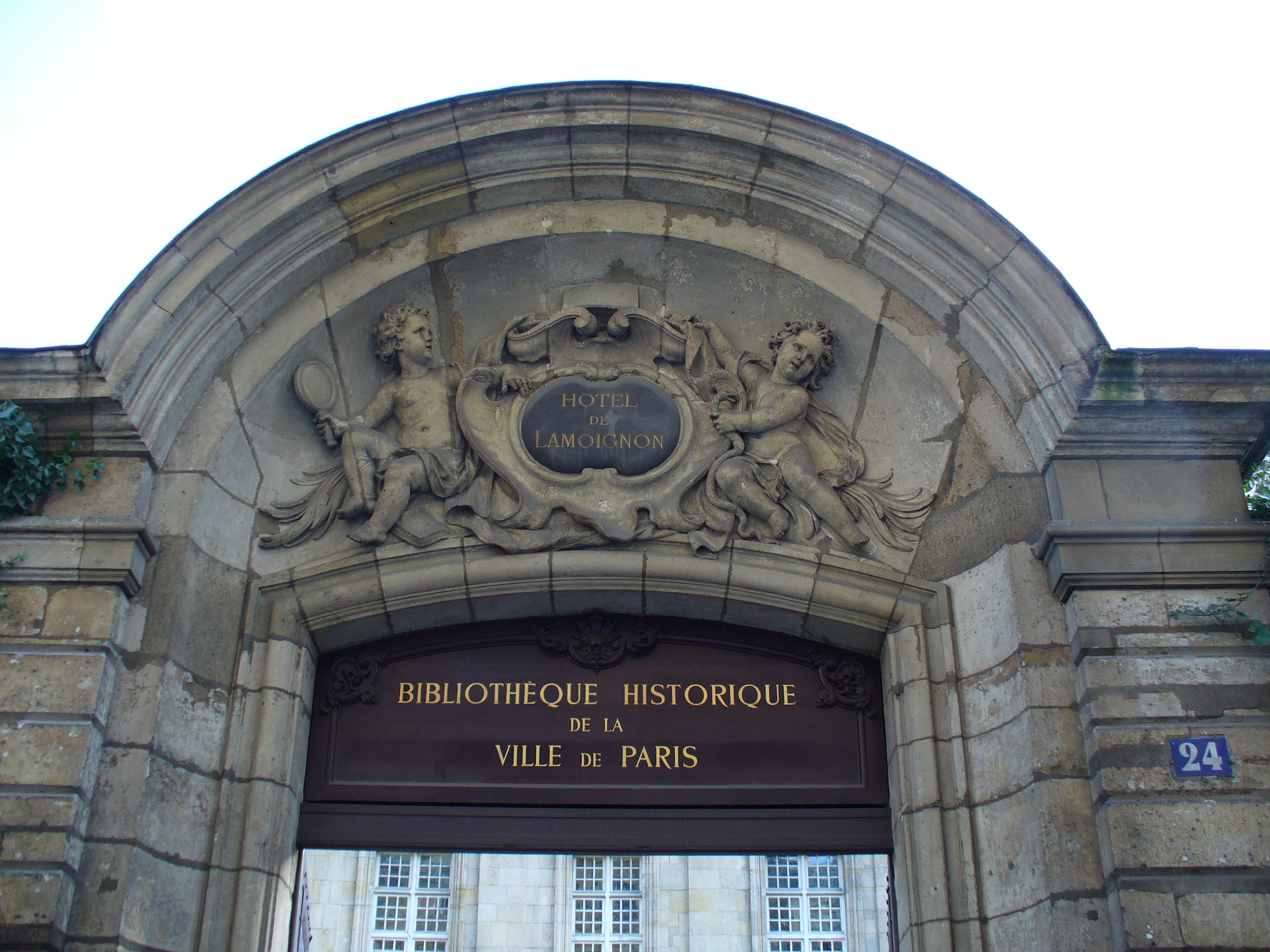
Portail côté rue
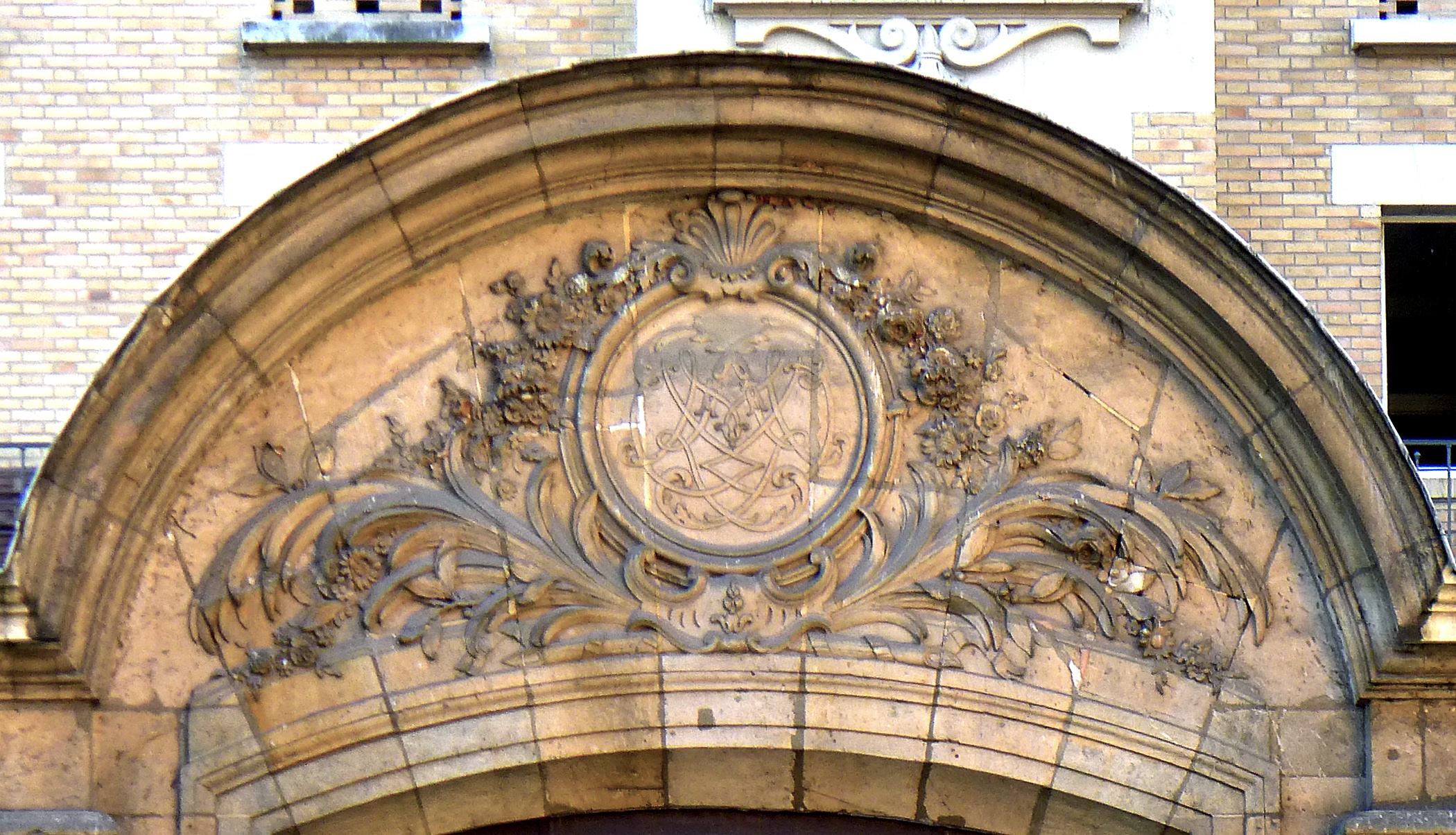
Portail côté cour